# Lūʻau

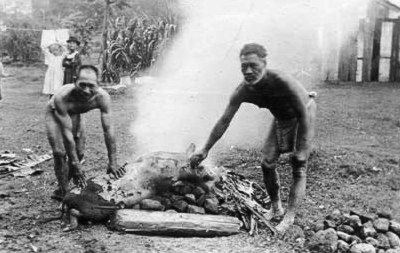
Người Hawaii nướng cả con lợn để bày cỗ lūʻau (1890)

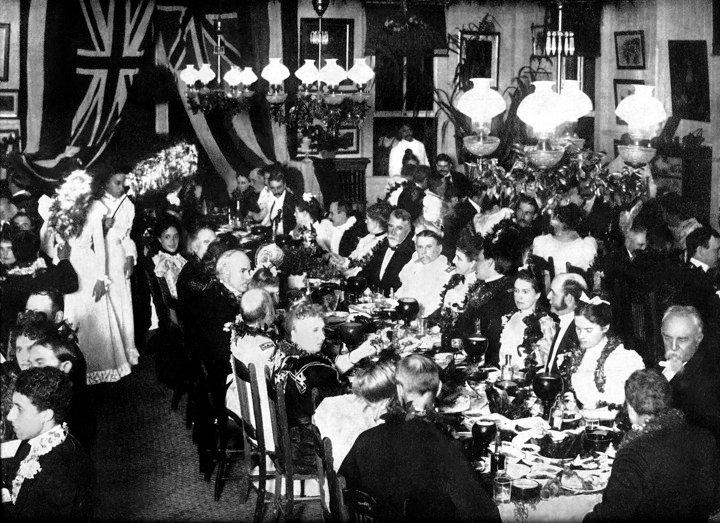
Hình ảnh bữa tiệc lūʻau do Công chúa Kaiulani chiêu đãi các Đại sứ Mỹ tại dinh thự ʻĀinahau
(1898)

Lūʻau là một bữa tiệc thết đãi truyền thống của Hawaii. Các món ăn thường gặp trong thực đơn của một lūʻau có thể kể đến như lợn quay (kālua puaʻa), khoai môn nghiền (poi), món cá sống poke hay cá hồi lomi-lomi, ốc ʻopihi, thạch cốt dừa haupia và bia lạnh. Các tiết mục văn nghệ thường có nhạc cổ truyền Hawaii cùng điệu múa hula. Thông thường một bữa tiệc lūʻau được tổ chức để ăn mừng dịp tốt nghiệp Đại học, làm tiệc cưới, tiệc thôi nôi hay sinh nhật.

## Lịch sử
Thời Hawaii cổ đại, nam và nữ không ăn chung bàn, hơn thế nữa phụ nữ không được phép thưởng thức những món ăn đặc sản hoặc những món đãi tiệc. Tuy nhiên vào năm 1819, Vua Kamehameha đệ Nhị đã bãi bỏ các hủ tục cổ xưa, theo đó ông đã ăn một bữa cơm cùng với một người đàn bà. Bữa cơm đó có thể được coi là tiền thân của những bữa tiệc lūʻau. 

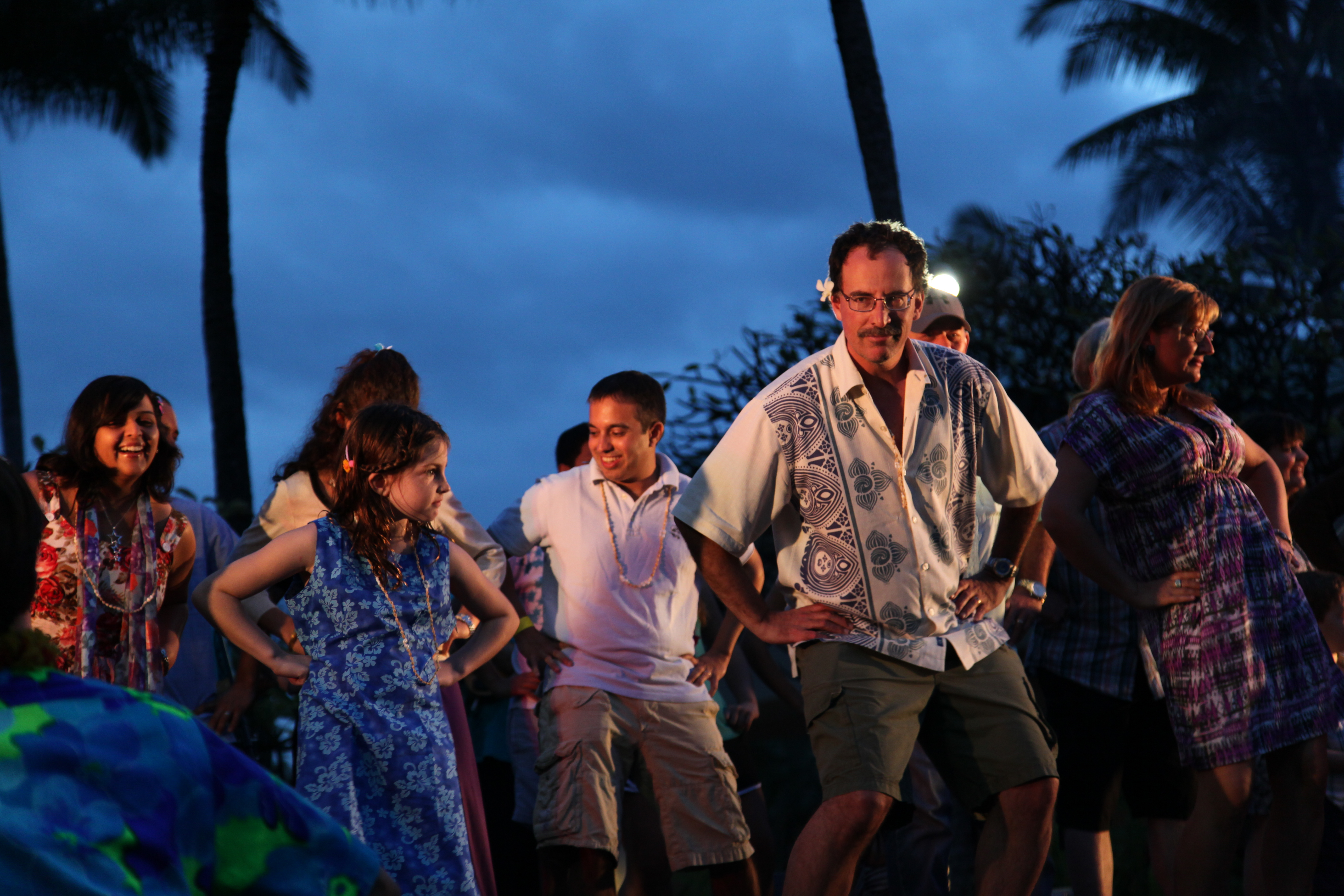
Những người dự tiệc nhảy múa tại bữa tiệc lūʻau

## Những món ăn
Trước kia, bữa tiệc lūʻau được là pāʻina hay ʻahaʻaina. Tên gọi ngày nay có nguồn gốc từ tên một món ăn thường được dùng trong bữa tiệc trên, đó là món lá môn hầm với mực hoặc gà và nước cốt dừa (lūʻau) . Món chính của bữa tiệc chính là lợn quay kālua được nấu chín nhừ bên trong một hố than (imu). Một món ăn phổ biến nữa là khoai môn nghiền nhuyễn (poi), dùng để ăn kèm giống như cơm. Thông thường người ta sẽ dọn các món ăn trên một cái chiếu trải trên sàn và người ăn sẽ không sử dụng dao dĩa. Ví dụ, món khoai môn nghiền (poi) được chia làm ba loại tuỳ thuộc vào độ sệt của nó và cách người ăn dùng ngón tay của mình để múc (3 ngón, 2 ngón và 1 ngón là loại khoai môn nghiền đặc nhất).
Một số món ăn thường thấy trong một bữa tiệc lūʻau:

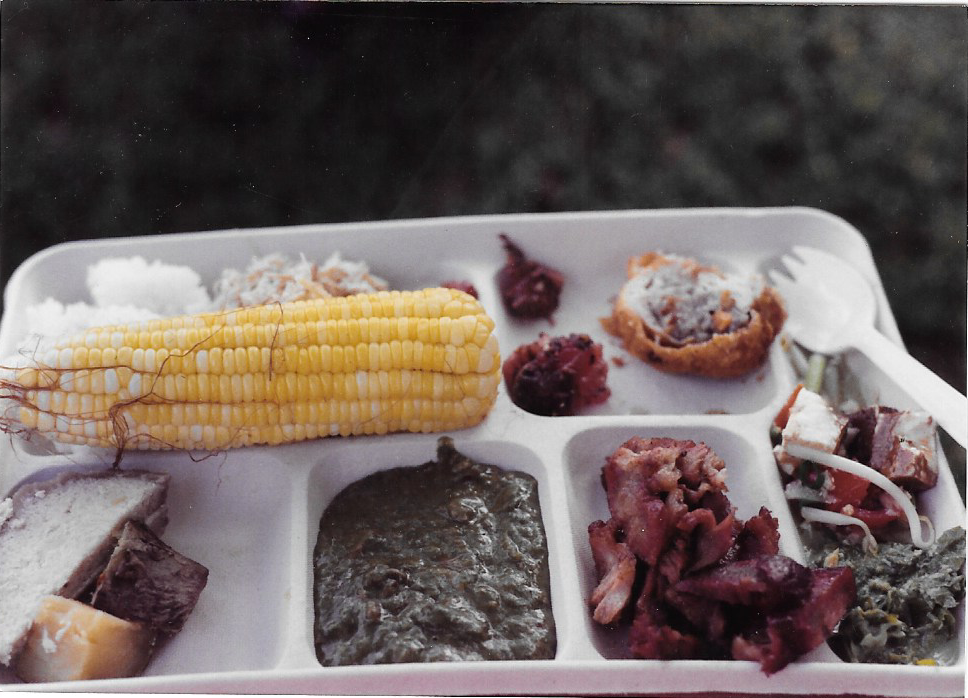
Đồ ăn tại một bữa tiệc lūʻau trên đảo Oʻahu (1996)

- Miến gà kiểu Hawaii (chicken long rice)
- Thạch cốt dừa haupia
- Khoai lang (ʻuala)
- Bánh mì ngọt Hawaii
- Kālua puaʻa (lợn quay Hawaii)
- Bánh khoai môn KuloloKulolo
- Laulau, gồm thịt lợn và cá được gói bằng lá môn và nướng chín
- Cá hồi lomi-lomi
- Khoai môn nghiền poi
- Cá sống poke
- Lūʻau mực hoặc gà
- Hoa quả nhiệt đới